# 金子司 (ラジオディレクター)
金子 司（かねこ つかさ、1988年10月15日 - ）は、日本のラジオディレクター。ミックスゾーン所属。

## 来歴
群馬県桐生市出身。茗溪学園高等学校から早稲田大学に進み、和敬塾に入っていた。大学卒業後の2011年にエフエム群馬に入社。2016年にサウンドマン（現在のミックスゾーン）に転職。
2020年秋からは、石井玄の後任として「オールナイトニッポン」のチーフディレクターを務めている。

## 現在の担当番組
※いずれもディレクター
月曜日
- Adoのオールナイトニッポン ( 2023年4月 -2024年3月 ）

火曜日
あののオールナイトニッポン0(ZERO)　(2023年4月 - ）

水曜日
- JO1のオールナイトニッポンX（2022年4月 - ）

日曜日
- WANIMAのラジオ（2020年10月 - ）

## 過去の担当番組
- 渋谷龍太のオールナイトニッポン0(ZERO)（2017年4月 - 2018年3月）
- 中田敦彦のオールナイトニッポンPremium（2018年10月 - 2019年3月）
- オールナイトニッポンサタデースペシャル 大倉くんと高橋くん（2019年4月 - 2020年3月）
- ファーストサマーウイカのオールナイトニッポン0(ZERO)（2020年3月 - 2021年3月）
- 前田裕二のゼロイチ（2020年9月 - 2021年3月）
- ENHYPENのオールナイトニッポンX（2021年3月 - 2022年3月）
- 三四郎のオールナイトニッポン0(ZERO)（2020年6月 - 2023年3月）
- Creepy Nutsのオールナイトニッポンシリーズ(2018年4月 - 、2022年4月から火曜ZERO→月曜1部に移動）